# Nerita undata
Nerita undata is een slakkensoort uit de familie Neritidae. De wetenschappelijke naam werd gepubliceerd in 1758 door Carl Linnaeus in de tiende editie van Systema naturae.